# Dutch YouTube Gathering
De DYTG oftewel Dutch YouTube Gathering was het eerste en grootste online video-evenement van Nederland. Het werd in 2010 opgericht door Eelco Kingma. De DYTG is in de basis een non-profit organisatie met als doel de Nederlandstalige YouTube-gemeenschap en de kijkers samen te brengen.

## Edities
Na een kennismaking in 2010 met het Amerikaanse VidCon, besloot Kingma een Nederlandse versie te maken onder de naam DYTG. Dit evenement is in de loop der jaren uitgegroeid van een meet-up in een park in Utrecht, tot een volwaardig evenement.
| Jaar | Datum               | Editie/naam        | Locatie            | Plaats           |
| ---- | ------------------- | ------------------ | ------------------ | ---------------- |
| 2010 | 24 juli             | #DYTG1             | Griftpark          | Utrecht          |
| 2010 | 23 oktober          | #DYTG2             | Restaurant Rhodos  | Utrecht          |
| 2011 | 12 maart            | #DYTG3             | Oude postkantoor   | Hilversum        |
| 2011 | 16 juli             | #DYTG4             | Oude postkantoor   | Hilversum        |
| 2011 | 15 oktober          | #DYTG5             | Club Monza         | Utrecht          |
| 2012 | 17 maart            | #DYTG6             | Club LUX           | Utrecht          |
| 2012 | 8 september         | #DYTG7             | Club LUX           | Utrecht          |
| 2013 | 30 maart            | #DYTG8             | Zijdebalen Theater | Utrecht          |
| 2014 | 24 mei              | #DYTG9 / #DYTG2014 | Expo Houten        | Houten           |
| 2015 | 22 mei              | #DYTG2015Industry  | Jaarbeurs          | Utrecht          |
| 2015 | 23 mei              | #DYTG2015          | Jaarbeurs          | Utrecht          |
| 2016 | 26 april            | #DYTG2016Industry  | Jaarbeurs          | Utrecht          |
| 2016 | 30 april & 1 mei    | #DYTG2016          | Jaarbeurs          | Utrecht          |
| 2017 | 7 maart             | #DYTG2017Industry  | Jaarbeurs          | Utrecht          |
| 2017 | 22 april & 23 april | #DYTG2017          | Jaarbeurs          | Utrecht          |
| 2018 | 21 april & 22 april | #DYTG2018          | Jaarbeurs          | Utrecht          |
| 2019 | 7 juli              | #DYTG2019          | Brabanthallen      | 's-Hertogenbosch |
| 2022 | 23 juli             | #DYTG2022          | Brabanthallen      | 's-Hertogenbosch |

## 2010 - Eerste editie

### #DYTG1
De eerste editie werd gehouden in het Griftpark in Utrecht met 50 personen op 24 juli 2010. Dit waren voornamelijk YouTube-vrienden van Eelco Kingma en een aantal andere youtubers, samen met een aantal kijkers. De insteek was om elkaar fysiek te ontmoeten en ideeën uit te wisselen.

### #DYTG2
Na 5 maanden werd de tweede DYTG georganiseerd op 23 oktober 2010 in restaurant Rhodos, Utrecht. Hier kwam zo'n 150 man op af waarvan zowel youtubers als fans. Ook was er een dagplanning zoals een 'vraag en antwoord' met creators als NikkieTutorials, Theaumes, Bardo, DusDavidGames, Dylan Haegens en Milan Knol.

## 2011

### #DYTG3
De derde editie van de DYTG werd georganiseerd in het oude postkantoor in Hilversum op 12 maart 2011.

### #DYTG4
De vierde editie van de DYTG werd georganiseerd in het oude postkantoor in Hilversum op 16 juli 2011.

### #DYTG5
De vijfde editie werd op 15 oktober 2011 georganiseerd in Club Monza, Utrecht. In deze club konden destijds 350 mensen terecht.

## 2012

### #DYTG6
De zesde editie werd georganiseerd op 17 maart 2012 in Club Lux, Utrecht. Hier kon het evenement groeien naar 500 bezoekers.

### #DYTG7
De zevende editie werd georganiseerd op 8 september 2012 in Club Lux, Utrecht.

## 2013

### #DYTG8
De achtste editie van de DYTG werd georganiseerd op 30 maart 2013 in het Zijdebalen Theater, Utrecht. Dit was de eerste editie met een industry-ochtend. in de ochtend werden verschillende panels georganiseerd voor zowel youtubers als Industry-specialisten, zoals: ''How to monetize your video'', ''How to make your channel grow'' en ''The future of online video''. Bij het Zijdebalen Theater in Utrecht kon de DYTG dubbel zoveel mensen kwijt (1000 t/m 1200).

### DYTG Beachparty
In de zomer van 2013 organiseerde de DYTG ook voor het eerst een DYTG Beachparty op 10 augustus bij beachclub Poortdok in Almere. Dit was een nieuw testproject om te kijken of er markt was naar een beachparty voor alle youtubers en fans van 18 jaar en ouder. Er werden 50 kaarten verkocht en dat was uiteindelijk net genoeg om het evenement door te laten gaan.

## 2014

### #DYTG9 / DYTG2014
De negende editie van de DYTG werd op 24 mei 2014 georganiseerd in de Expo te Houten en trok 4500 bezoekers. Het was de eerste editie met een industry-track. Gedurende de dag werden panels en workshops gegeven in de creator lounge waar zowel youtubers als industry-specialisten in het Engels met elkaar in gesprek gingen. 
Tijdens deze editie is besloten door de organisatie om de naam aan te passen van nummer naar jaartal om beter weer te geven dat het jaarlijks plaats vond.

## 2015

### #DYTG2015
De #DYTG2015 werd op 23 mei 2015 georganiseerd in de Jaarbeurs, Utrecht. Dit was de eerste "jaarlijkse" editie van de DYTG. Daarbij was het de eerste keer dat er groots opgezette Meet & Greets tijdens het evenement plaatsvonden.
In 2015 bezochten 6500 fans het evenement, waar 26 youtubers aanwezig waren.

### #DYTG2015 Industry
Op vrijdag 22 mei (een dag voor de #DYTG2015) vonden de eerste officiële #DYTG Industry plaats. Deze losse dag van de DYTG was speciaal bedoeld voor mensen uit het bedrijfsleven en youtubers. Voor de #DYTG2015 Industry werden aparte kaarten verkocht.
De #DYTG2015 vond plaats in de Mediaplaza van de Jaarbeurs.

## 2016

### #DYTG2016
Op 30 april en 1 mei 2016 vond de #DYTG2016 plaats in de Jaarbeurs, Utrecht. Tijdens deze editie werd de DYTG groter opgezet dan ooit met 3 hallen en een buitenterrein en duurde het evenement voor het eerst twee dagen. Dit was de eerste editie waarbij er stands werden neergezet voor de deelnemende youtubers. Ook konden voor het eerst Twitch-streamers deelnemen.
In totaal werd het evenement bezocht door ruim 8000 unieke bezoekers, verspreid over de twee dagen.

### #DYTG2016 Industry
Op 26 april 2016 vond de #DYTG2016 Industry track plaats in de MediaPlaza, Jaarbeurs, Utrecht.

## 2017

### #DYTG2017
Op 22 en 23 april 2017 vond de #DYTG2017 plaats in de Jaarbeurs, Utrecht. In 2017 waren er 10.000 unieke bezoekers en ruim 170 creators in de Jaarbeurs Utrecht (6500 mensen zaterdag, 5800 mensen zondag).

### #DYTG2017 Industry
Op 7 maart 2017 vond de #DYTG2017 Industry plaats in de Supernova, Jaarbeurs, Utrecht.

## 2018

### #DYTG2018
Op 21 & 22 april 2018 vond de #DYTG2018 plaats in de Jaarbeurs, Utrecht. Op de #DYTG2018 waren onder andere de politie en brandweer als deelnemers aanwezig. Tijdens deze editie waren voor het eerst officieel TikTokkers aanwezig. (toen nog musicall.ly). 
o.a. Sara Dol, Indigo Jael en Creator Mansion waren aanwezig als TikTokker. 

## 2019

### #DYTG2019
In 2019 is de DYTG gehouden op 7 juli in de Brabanthallen, Den Bosch. Het evenement werd bezocht door duizenden jongeren en werd vergeleken met de Huishoudbeurs voor jongeren.

## 2020

### #DYTG2020
De DYTG in 2020 zou gehouden worden op 11 juli 2020 in de Brabanthallen, Den Bosch. Het evenement kon niet doorgaan door de coronapandemie en is verplaatst naar 17 juli 2021. Om verwarring te voorkomen is er wel gekozen de naam aan te passen naar #DYTG2021.

## 2021

### #DYTG2021
De DYTG in 2021 zou gehouden worden op 17 juli 2021 in de Brabanthallen, Den Bosch. Het evenement kon niet doorgaan door de coronapandemie en is verplaatst naar 23 juli 2022. Om verwarring te voorkomen is er wel gekozen de naam aan te passen naar #DYTG2022.

## 2022

### #DYTG2022
De DYTG in 2022 vond plaats op 23 juli 2022 in de Brabanthallen, Den Bosch. Dit zou de laatste editie worden. Tijdens deze editie ontbrak op Hanwe na, zo ongeveer elke grote naam uit de YouTube industrie. Het waren vooral bekende Tiktokkers waar deze editie om draaide, waarvan de populairste Ziggy Krassenberg, Maxime & Sofie, Vijftal, Boaz en Govert Sweep leken te zijn.

## Categorieën
Op de DYTG kon een deelnemer de status van 'talent' of 'creator' krijgen. Bij de platformen zoals YouTube, Twitch, Instagram en TikTok waren er verschillende eisen waaraan je moest voldoen. Voor influencers die een andere taal spreken dan Nederlands golden andere eisen.

### Youtube
Als je als Nederlandse YouTuber de talentstatus wilde krijgen moest je 25.000 abonnees hebben, maar als anderstalige youtuber was het aantal van 500.000 abonnees het minimum. De creatorstatus voor Nederlandse youtubers was minimaal 100.000 abonnees en voor anderstalige youtubers 1.000.000 abonnees.

### Twitch
Een Nederlandstalige Twitchstreamer had 10.000 volgers nodig om de talentstatus te krijgen en 20.000 voor de creatorstatus. Bij anderstalige streamers gold 20.000 respectievelijk 50.000 volgers.

### TikTok
Bij de 50.000 volgers werd een Nederlandstalige TikTokker als talent gecategoriseerd en bij 200.000 als creator. Voor anderstalige TikTokkers gold 500.000 respectievelijk 1.000.000 volgers.

### Instagram
Voor deze categorie diende een aparte aanvraag ingediend te worden.